# Lapte matern

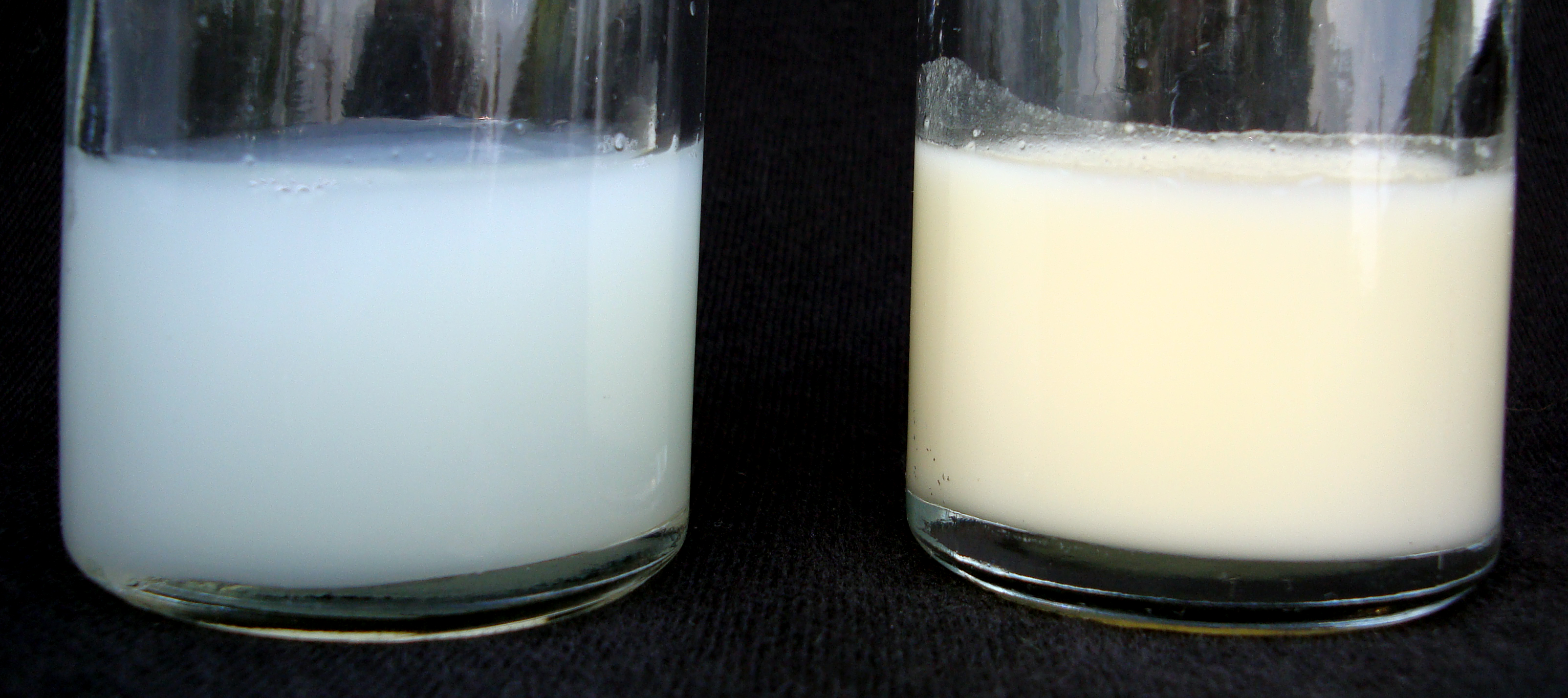
Două mostre de lapte matern uman. Proba din stânga este primul lapte produs de mamă, în timp ce proba din dreapta a fost produsă mai târziu, în timpul aceluiași ciclu de pompare a sânilor.

Laptele matern este laptele produs de glandele mamare din sânii femeilor. Laptele matern este principala sursă de pentru nou-născuți, cuprinzând grăsimi, proteine, carbohidrați și o compoziție variabilă de minerale și vitamine. Laptele matern conține, de asemenea, substanțe care ajută la protejarea sugarului împotriva infecțiilor și inflamațiilor, cum ar fi bacteriile simbiotice și alte microorganisme⁠(d) și imunoglobulina A, contribuind în același timp la dezvoltarea sănătoasă a sistemului imunitar și a microbiomului intestinal al sugarului.

## Utilizare și metode de consum

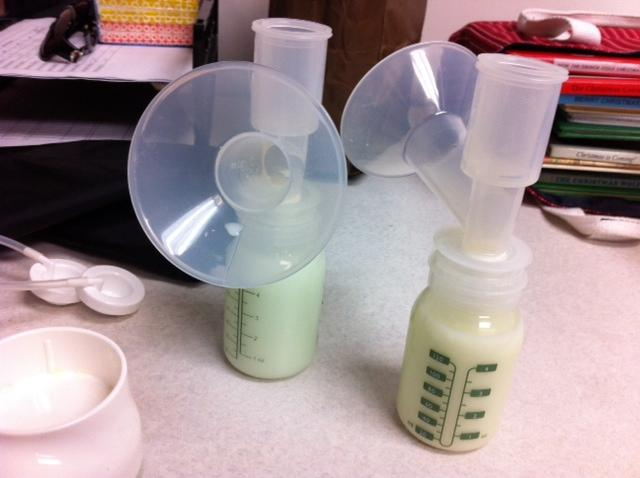
Lapte matern pompat în sticle

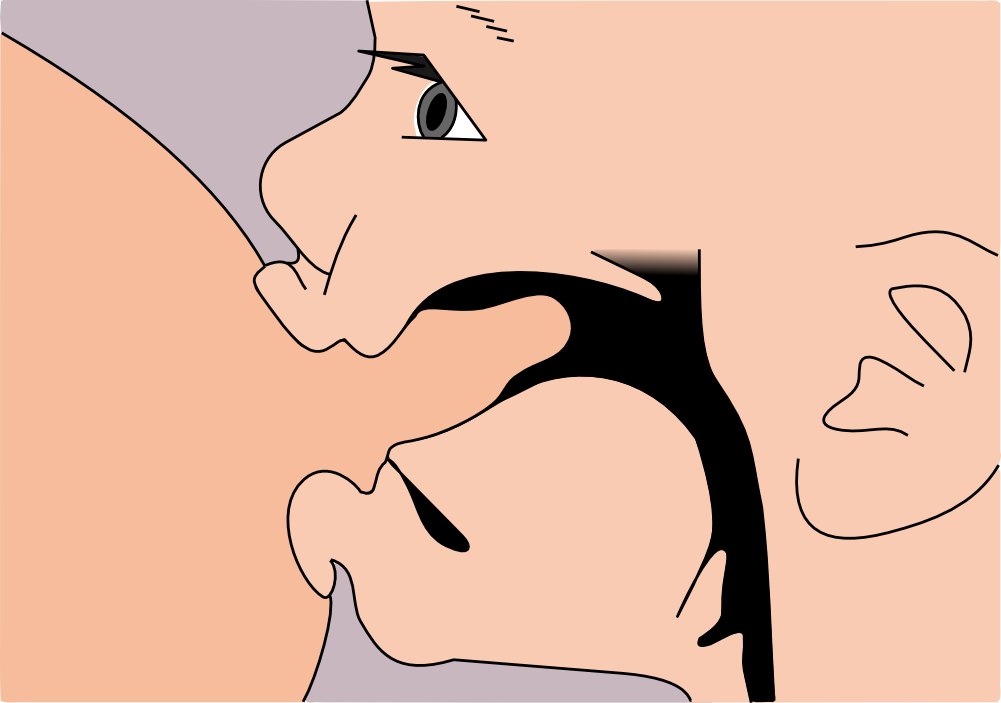
Alăptarea la sân

Organizația Mondială a Sănătății (OMS) și UNICEF recomandă alăptarea exclusivă cu lapte matern pentru primele șase luni de viață ale sugarului. Această perioadă este urmată de încorporarea de alimente solide complementare sigure și adecvate din punct de vedere nutrițional la șase luni, o etapă în care nevoile nutritive și energetice ale sugarului încep să depășească ceea ce poate oferi doar laptele matern. Continuarea alăptării este recomandată până la vârsta de doi ani. Această recomandare se datorează beneficiilor de protecție ale laptelui matern, care includ reducerea infecțiilor, cum ar fi diareea - o protecție care nu este oferită de laptele praf.
Laptele matern constituie singura sursă de nutriție pentru nou-născuții alăptați exclusiv, furnizând toate substanțele nutritive necesare sugarilor până la șase luni. După această vârstă, laptele matern continuă să fie o sursă de energie pentru copiii de până la doi ani, furnizând peste jumătate din necesarul de energie al copilului până la vârsta de un an și o treime din necesar între vârsta de un an și doi ani.
În ciuda capacității majorității nou-născuților de a se prinde de sânul mamei în decurs de o oră de la naștere, la nivel mondial, șaizeci la sută dintre sugari nu sunt alăptați în această primă oră crucială. Alăptarea în prima oră de viață protejează nou-născutul de infecții și reduce riscul de deces în timpul perioadei neonatale.
Alternativ, laptele matern poate fi extras folosind o pompă de sân și administrat prin biberon, cană, lingură, sistem de perfuzie sau tub nasogastric. Această metodă este benefică în special pentru copiii prematuri care inițial nu au capacitatea de a suge eficient. Utilizarea cănilor pentru hrănirea cu lapte matern extras și alte suplimente duce la îmbunătățirea rezultatelor alăptării, atât în ceea ce privește durata, cât și amploarea, în comparație cu hrănirea tradițională cu biberonul și tubul.
Pentru mamele incapabile să producă o cantitate adecvată de lapte matern, utilizarea laptelui matern uman pasteurizat de la donatoare este o opțiune viabilă. În absența laptelui donator pasteurizat, laptele praf comercial este recomandat ca o alternativă secundară. Cu toate acestea, laptele matern nepasteurizat dintr-o altă sursă decât mama sugarului, în special atunci când este împărtășit informal, prezintă riscul de transmitere verticală a bacteriilor, virușilor (cum ar fi HIV) și a altor microorganisme de la donator la sugar, ceea ce îl face o alternativă nesigură.

## Beneficii
Alăptarea oferă beneficii de sănătate pentru mamă și copil chiar și după perioada copilăriei. Aceste beneficii includ producția adecvată de căldură și dezvoltarea țesutului adipos, o scădere cu 73% a riscului de sindromul morții subite la sugari, creșterea inteligenței, scăderea probabilității de a contracta infecții ale urechii medii, rezistență la frig și gripă, o mică scădere a riscului de leucemie infantilă, un risc mai scăzut de diabet în copilărie, scăderea riscului de astm și eczemă, scăderea problemelor dentare, scăderea riscului de obezitate mai târziu în viață, și un risc scăzut de a dezvolta tulburări psihologice, inclusiv la copiii adoptați. În plus, hrănirea unui sugar cu lapte matern este asociată cu niveluri mai scăzute de insulină și niveluri mai ridicate de leptină comparativ cu hrănirea unui sugar prin formulă praf. Multe dintre beneficiile legate de combaterea infecțiilor și sistemul imunitar sunt asociate cu oligozaharidele din laptele uman.
Alăptarea oferă, de asemenea, beneficii de sănătate pentru mamă. Aceasta ajută uterul să revină la dimensiunile anterioare sarcinii și reduce sângerările postpartum, prin producerea de oxitocină (a se vedea Producția). Alăptarea poate reduce, de asemenea, riscul de cancer de sân mai târziu în viață. Alăptarea poate reduce, de asemenea, riscul de ambele tipuri de diabet atât pentru mamă, cât și pentru copil. Alăptarea poate proteja sugarul de dezvoltarea diabetului de tip 2, deoarece studiile au arătat că ingredientele bioactive din laptele matern uman ar putea preveni creșterea excesivă în greutate în timpul copilăriei, contribuind la un sentiment de energie și sațietate. Riscul mai scăzut de apariție a diabetului la copil poate fi mai aplicabil sugarilor care s-au născut din mame diabetice. Motivul este că, în timp ce alăptarea timp de cel puțin primele șase luni de viață minimizează riscul apariției diabetului de tip 1 la sugari, alăptarea inadecvată la un sugar expus prenatal la diabet a fost asociată cu un risc mai mare ca copilul să dezvolte diabet mai târziu. Există argumente conform cărora alăptarea poate contribui la efectele protectoare împotriva dezvoltării diabetului de tip 1, deoarece alternativa hrănirii cu biberonul poate expune sugarii la condiții de hrănire neigienice.
Deși este aproape universal prescrisă, în unele țări, în anii 1950, practica alăptării a trecut printr-o perioadă în care nu mai era în vogă, iar utilizarea formulei pentru sugari era considerată superioară laptelui matern. Cu toate acestea, este universal recunoscut faptul că nu există nicio formulă comercială care să poată înlocui laptele matern. În plus față de cantitățile adecvate de carbohidrați, proteine și grăsimi, laptele matern furnizează vitamine, minerale, enzime digestive, și hormoni. Laptele matern conține, de asemenea, anticorpi și limfocite de la mamă care pot ajuta copilul să reziste infecțiilor. Funcția imună a laptelui matern este individualizată, deoarece mama, prin atingerea și îngrijirea bebelușului, intră în contact cu agenții patogeni care colonizează bebelușul și, în consecință, corpul ei produce anticorpii și celulele imune corespunzătoare.
În jurul vârstei de patru luni, rezervele interne de fier ale sugarului, păstrate în celulele hepatice ale ficatului, sunt epuizate. Academia Americană de Pediatrie recomandă ca în acest moment să fie introdus un supliment de fier. Alte organizații de sănătate, cum ar fi NHS din UK nu au o astfel de recomandare. Laptele matern conține mai puțin fier decât formula, dar fierul este mai biodisponibil sub formă de lactoferină, care prezintă mai multă siguranță pentru mame și copii decât sulfatul feros.
Atât AAP și NHS recomandă suplimentarea cu vitamina D pentru sugarii alăptați. Vitamina D poate fi sintetizată de sugar prin expunerea la lumina soarelui; cu toate acestea, mulți sugari prezintă deficiențe din cauza faptului că sunt ținuți în casă sau locuiesc în zone cu lumină solară insuficientă. Formula este suplimentată cu vitamina D din acest motiv.

## Producție
Sub influența hormonilor prolactină și oxitocină, femeile produc lapte după naștere pentru a hrăni copilul. Laptele inițial produs este denumit colostru, care este bogat în imunoglobulină IgA, care acoperă tractul gastrointestinal. Aceasta ajută la protejarea nou-născutului până când propriul său sistem imunitar funcționează corespunzător. De asemenea, creează un efect laxativ ușor, expulzând meconiu și ajutând la prevenirea acumulării de bilirubină (un factor care contribuie la icter). Lactația masculină poate apărea; este necesară producerea sau administrarea hormonului prolactină pentru a induce lactația (a se vedea lactația masculină).
Incapacitatea reală de a produce suficient lapte este rară, studiile arătând că mamele din regiunile subnutrite produc totuși cantități de lapte de calitate similară cu cea a mamelor din țările dezvoltate. Există multe motive pentru care o mamă poate nu produce suficient lapte matern. Unele dintre cele mai frecvente motive sunt o prindere necorespunzătoare (adică, bebelușul nu se conectează eficient la mamelon), faptul că nu alăptează sau nu pompează suficient pentru a acoperi necesarul, anumite medicamente (inclusiv contraceptive hormonale care conțin estrogen), boli și deshidratare. Un motiv mai rar este sindromul Sheehan, cunoscut și ca hipopituitarism postpartum, care este asociat cu deficitul de prolactină și poate necesita înlocuirea hormonală.
Cantitatea de lapte produsă depinde de frecvența cu care mama alăptează și/sau pompare: cu cât mama își alăptează mai mult copilul sau pompează, cu atât se produce mai mult lapte. Este benefic să alăptezi atunci când copilul dorește să alăpteze, mai degrabă decât după un program. O revizuire Cochrane a ajuns la concluzia că un volum mai mare de lapte este exprimat în timp ce se ascultă muzică relaxantă în timpul alăptării, împreună cu încălzirea și masarea sânilor înainte și în timpul hrănirii. Un volum mai mare de lapte exprimat poate fi atribuit și cazurilor în care mama începe să pompeze lapte mai devreme, chiar dacă sugarul nu poate fi alăptat.
Concentrația de sodiu este mai mare în laptele extras manual, în comparație cu utilizarea pompelor manuale și electrice, iar conținutul de grăsimi este mai mare atunci când sânul a fost masat, în combinație cu ascultarea de muzică relaxantă. Acest lucru poate fi important pentru sugarii cu greutate mică la naștere. Dacă se pompează, este util să se dispună de o pompă electrică, de calitate superioară, astfel încât să fie stimulate toate canalele de lapte. Galactagogii cresc producția de lapte, deși chiar și variantele pe bază de plante prezintă riscuri. Ar trebui încercate mai întâi metodele non-farmaceutice, cum ar fi pomparea frecventă a rezervei de lapte matern, încălzirea sau masarea sânului, precum și începerea pompării laptelui mai devreme după nașterea copilului, dacă acesta nu poate bea lapte la sân. 

## Compoziție
Laptele matern conține grăsimi, proteine, carbohidrați (inclusiv lactoză și oligozaharide din laptele uman) și o compoziție variabilă de minerale și vitamine. Compoziția se modifică atât în timpul unei singure hrăniri, cât și în timpul perioadei de lactație. Schimbările sunt deosebit de pronunțate la marsupials.

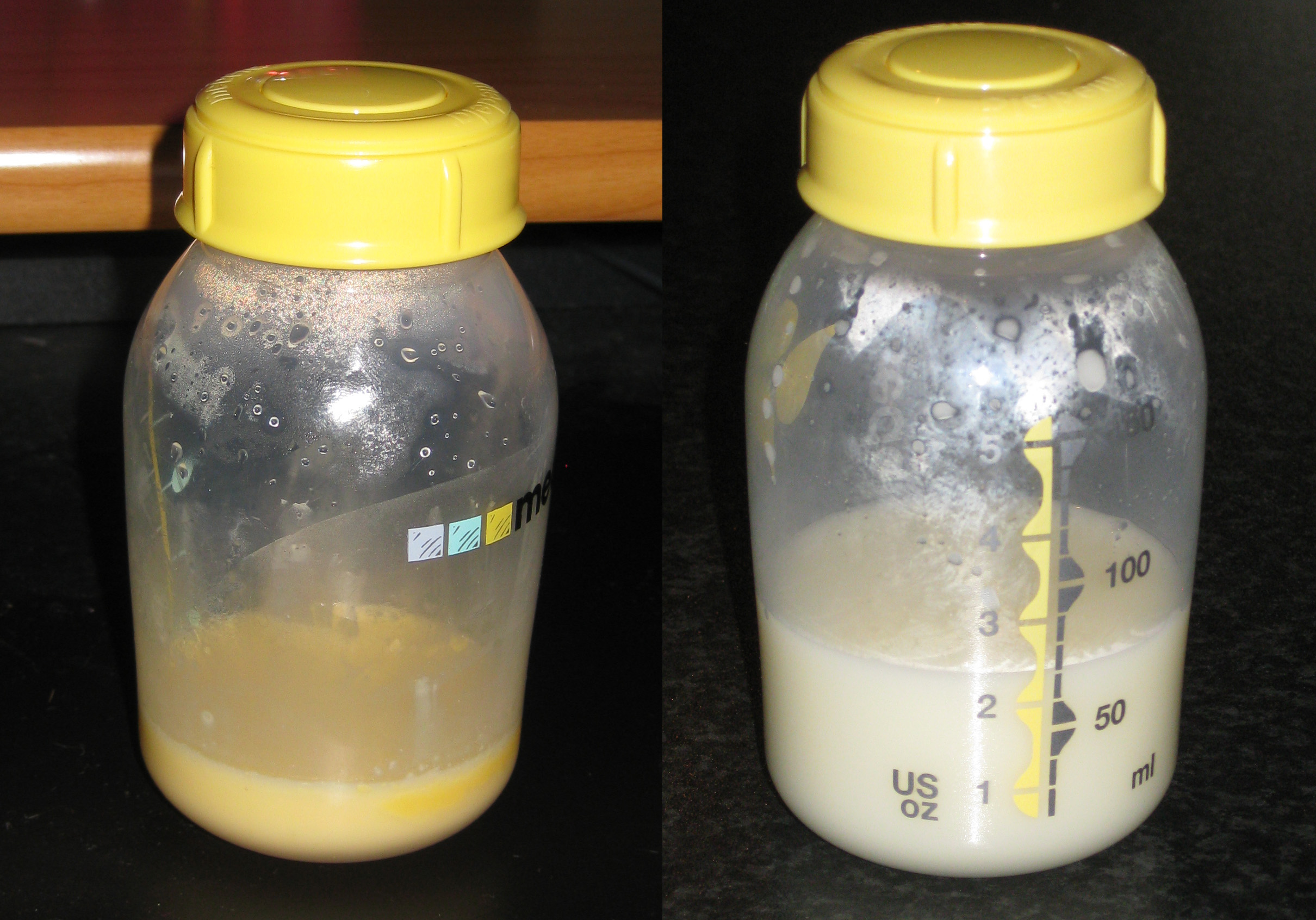
Colostru vs lapte matern

În primele câteva zile după naștere, mama produce colostru. Acesta este un lichid subțire gălbui care este același lichid care uneori se scurge din sâni în timpul sarcinii. Acesta este bogat în proteine și anticorpi care asigură imunitatea pasivă a bebelușului (sistemul imunitar al bebelușului nu este complet dezvoltat la naștere). Colostrul ajută, de asemenea, sistemul digestiv al nou-născutului să se dezvolte și să funcționeze corespunzător.
Colostrul se va schimba treptat pentru a deveni lapte matur. În primele 3-4 zile, acesta va fi subțire și apos și va avea un gust foarte dulce; ulterior, laptele va fi mai gros și mai cremos. Laptele uman potolește setea și foamea copilului și furnizează proteinele, zahărul, mineralele și anticorpii de care copilul are nevoie.
În anii 1980 și 1990, profesioniștii în lactație (De Cleats) obișnuiau să facă o diferențiere între laptele anterior și laptele posterior. Dar această diferențiere provoacă confuzie, deoarece nu există două tipuri de lapte. În schimb, pe măsură ce un copil este alăptat, conținutul de grăsime crește foarte treptat, laptele devenind din ce în ce mai gras în timp.
Nivelul de imunoglobulină A (IgA) din laptele matern rămâne ridicat din ziua 10 până la cel puțin 7,5 luni postpartum.
Laptele uman conține 0,8-0,9% proteine, 4,5% grăsimi, 7,1% carbohidrați și 0,2% cenușă (minerale). Carbohidrații sunt în principal lactoză; mai multe oligozaharide pe bază de lactoză (numite și oligozaharide din laptele uman) au fost identificate ca componente minore. Fracția de grăsime conține trigliceride specifice de acid palmitic și acid oleic (trigliceride O-P-O), precum și lipide cu legături trans (vezi: acizi gras trans). Lipidele sunt acizi vaccenice și acizi linoleici conjugați (CLA), care reprezintă până la 6% din grăsimea laptelui uman.
Principalele proteine sunt alfa-lactalbumina, lactoferina (apo-lactoferina), IgA, lizozimă și albumina serică. Într-un mediu acid, cum ar fi stomacul, alfa-lactalbumina se desface într-o formă diferită și se leagă de acidul oleic pentru a forma un complex numit HAMLET care ucide celulele tumorale. Se crede că acest lucru contribuie la protecția copiilor alăptați împotriva cancerului.
Compușii care nu conțin azot proteic, reprezentând 25% din azotul din lapte, includ uree, acidul uric, creatină, creatinină, aminoacizii și nucleotide. Laptele matern are variații circadiene; unele dintre nucleotide sunt produse mai frecvent în timpul nopții, altele în timpul zilei.
S-a demonstrat că laptele matern furnizează endocannabinoizi (neurotransmițătorii naturali pe care canabisul îi simulează) 2-arachidonoilglicerol, anandamidă, oleoiletanolamidă⁠(d), palmitoiletanolamidă, N-arachidonoil glicină, eicosapentaenoil etanolamidă, docosahexaenoil ethanolamide, N-palmitoleoil-etanolamină, dihomo-γ-linolenoiletanolamină, N-stearoiletanolamină, etanolamide de prostaglandină F2alpha și etanolamide de prostaglandină F2, esteri de acid palmitic ai acizilor hidroxistearici (PAHSA). Ele pot acționa ca stimulent al apetitului, dar, de asemenea, reglează apetitul, astfel încât sugarii să nu mănânce prea mult. Acesta poate fi motivul pentru care bebelușii hrăniți cu lapte praf au un aport caloric mai mare decât bebelușii alăptați.
Laptele matern nu este steril și are propriul său microbiom, dar conține până la 600 de specii diferite de diverse bacterii, inclusiv Bifidobacterium⁠(d) breve, B. adolescentis, B. longum, B. bifidum și B. dentium, care contribuie la colonizarea intestinului sugarului. Ca urmare, acesta poate fi definit ca un aliment probiotic, în funcție de cum se definește „probiotic”. Laptele matern conține, de asemenea, o varietate de celule somatice și celule stem și proporția fiecărui tip de celule diferă de la individ la individ. Celulele somatice sunt în principal lactocite și celule mioepiteliale derivate din glandele mamare ale mamei. S-a demonstrat că celulele stem din laptele matern uman sunt capabile să se diferențieze într-o varietate de alte celule implicate în producerea de țesuturi corporale, iar o mică parte dintre acestea trec prin tractul intestinal al sugarului care alăptează în fluxul sanguin pentru a ajunge la anumite organe și a se transforma în celule complet funcționale. Datorită populației sale diverse de celule și a funcțiilor sale multiple, cercetătorii au susținut că laptele matern ar trebui să fie considerat un țesut viu.
Laptele matern conține un tip unic de zaharuri, oligozaharide de lapte uman (HMO), care nu erau prezente în formulele tradiționale pentru sugari, însă sunt adăugate din ce în ce mai des de mulți producători. HMO nu sunt digerate de sugar, dar ajută la alcătuirea florei intestinale. Ele acționează ca receptori momeală care blochează atașarea agenților patogeni cauzatori de boli, ceea ce poate ajuta la prevenirea bolilor infecțioase. Ele modifică, de asemenea, răspunsurile celulelor imunitare, ceea ce poate fi benefic sugarului. Până în 2015 au fost identificate peste o sută de HMO-uri diferite; atât numărul, cât și compoziția variază de la o femeie la alta și fiecare HMO poate avea o funcționalitate distinctă.
S-a demonstrat că laptele matern al mamelor diabetice are o compoziție diferită de cea a mamelor non-diabetice. Acesta poate conține niveluri crescute de glucoză și insulină și scăderea acizilor grași polinesaturați. S-a observat, de asemenea, un efect dependent de doză al laptelui matern diabetic asupra creșterii întârzierilor de limbaj la sugari, deși medicii recomandă ca mamele diabetice să alăpteze în ciuda acestui risc potențial.
Femeile care alăptează ar trebui să se consulte cu medicul lor cu privire la substanțele care pot fi transmise involuntar sugarului prin laptele matern, cum ar fi alcool, viruși (HIV sau HTLV-1⁠(d)), sau medicamente. Chiar dacă majoritatea sugarilor infectați cu HIV contractează boala prin alăptare, majoritatea sugarilor care sunt alăptați de mamele lor seropozitive nu contractează niciodată boala. Deși acest fenomen paradoxal sugerează că riscul de transmitere a HIV între o mamă seropozitivă și copilul său prin alăptare este mic, studiile au arătat, de asemenea, că hrănirea sugarilor cu laptele matern al mamelor seropozitive poate avea de fapt un efect preventiv împotriva transmiterii HIV între mamă și copil. Acest efect inhibitor împotriva contractării HIV de către copil se datorează probabil unor factori nespecificați prezenți exclusiv în laptele matern al mamelor seropozitive.
Majoritatea femeilor care nu alăptează folosesc lapte praf pentru sugari, dar laptele matern donat de voluntarii băncilor de lapte uman poate fi obținut pe bază de rețetă în unele țări. În plus, cercetările au arătat că femeile care se bazează pe formula pentru sugari ar putea minimiza diferența dintre nivelul de protecție a imunității și abilitățile cognitive de care beneficiază un copil alăptat la sân față de gradul în care beneficiază un copil hrănit cu biberonul. Acest lucru se poate realiza prin suplimentarea sugarilor hrăniți cu lapte praf cu membrana globulelor de grăsime din lapte (MFGM) de origine bovină, menite să imite efectele pozitive ale MFGM care sunt prezente în laptele matern uman.

## Depozitarea laptelui matern extras

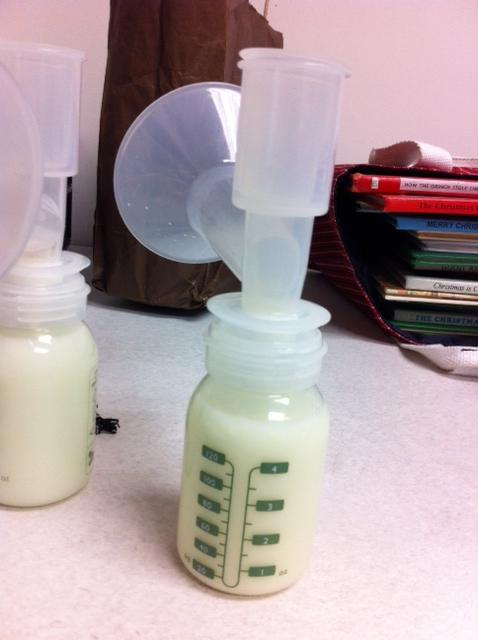
Sticlă de lapte matern pompat

Laptele matern extras poate fi stocat. Lipaza poate face ca laptele decongelat să aibă un gust săpunos sau rânced din cauza descompunerii grăsimilor din lapte. Este totuși sigur de utilizat, iar majoritatea bebelușilor îl vor bea. Scaladarea laptelui va preveni gustul rânced în detrimentul anticorpilor. Acesta trebuie depozitat cu sigilii etanșe.  Unele pungi de plastic sunt concepute pentru perioade de depozitare mai mici de 72 de ore. Altele pot fi utilizate timp de până la 12 luni dacă sunt congelate. Acest tabel descrie termenele de depozitare în condiții de siguranță.
| Locul de depozitare                                    | Temperatură | Temperatură | Timp maxim de depozitare       |
| ------------------------------------------------------ | ----------- | ----------- | ------------------------------ |
| Într-o cameră                                          | 25 °C       | 77 °F       | Șase până la opt ore           |
| sac termic izolat cu pungi de gheață                   |             |             | Până la 24 de ore              |
| În frigider                                            | 4 °C        | 39 °F       | Până la cinci zile             |
| Compartimentul congelator din interiorul unui frigider | −15 °C      | 5 °F        | Două săptămâni                 |
| O combinație de frigider și congelator cu uși separate | −18 °C      | 0 °F        | Trei până la șase luni         |
| congelator adânc cu degivrare manuală verticală        | −20 °C      | −4 °F       | Șase până la douăsprezece luni |

## Comparație cu alte tipuri de lapte
Toate speciile de mamifere produc lapte, dar compoziția laptelui pentru fiecare specie variază foarte mult, iar alte tipuri de lapte sunt adesea foarte diferite de laptele matern uman. De regulă, laptele mamiferelor care alăptează frecvent (inclusiv bebelușii de om) este mai puțin bogat sau mai apos decât laptele mamiferelor ale căror pui alăptează mai rar. Laptele uman este mai subțire și mai dulce decât laptele de vacă.
Laptele integral de vacă conține prea puțin fier, retinol, vitamina E, vitamina C, vitamina D, grăsimi nesaturate sau acizi grași esențiali pentru bebelușii umani. Laptele integral de vacă conține, de asemenea, prea multe proteine, sodiu, potasiu, fosfor și clorură care pot pune la încercare rinichii imaturi ai sugarului. În plus, proteinele, grăsimile și calciu din laptele integral de vacă sunt mai dificil de digerat și absorbit de către sugar decât cele din laptele matern.
Compoziția laptelui de marsupial și de monotreme conține nutrienți esențiali, factori de creștere și proprietăți imunologice pentru a sprijini dezvoltarea de joeys și puggles.
| Nutrient                   | Lapte uman | Lapte devacă (3,25% grăsime)' | Lapte decapră |
| -------------------------- | ---------- | ----------------------------- | ------------- |
| Calorii (Kcal)             | 172        | 146                           | 168           |
| Apă (g)                    | 215        | 215                           | 212           |
| Proteine (g)               | 2.5        | 7.9                           | 8.7           |
| Grăsime (g)                | 10.8       | 7.9                           | 10.1          |
| Grăsimi saturate (g)       | 4.9        | 4.6                           | 6.5           |
| Grăsimi mononesaturate (g) | 4.1        | 2.0                           | 2.7           |
| Grăsimi polinesaturate (g) | 1.2        | 0.5                           | 0.4           |
| Acid gras Omega-3s (mg)    | 128        | 183                           | 97.6          |
| Acid gras Omega-6s (mg)    | 920        | 293                           | 266           |
| Colesterol (mg)            | 34.4       | 24.4                          | 26.8          |
| Carbohidrați (g)           | 17.0       | 11.0                          | 10.9          |
| Zahăr (g)                  | 17.0       | 11.0                          | 10.9          |
| Vitamina A (UI)            | 522        | 249                           | 483           |
| Vitamina C (mg)            | 12.3       | 0                             | 3.2           |
| Vitamina D (UI) *          | 9.8        | 97.6                          | 29.3          |
| Vitamina E (mg)            | 0.2        | 0.1                           | 0.2           |
| Vitamina K (mcg)           | 0.7        | 0.5                           | 0.7           |
| Tiamină (mg)               | 0.0        | 0.1                           | 0.1           |
| Riboflavină (mg)           | 0.1        | 0.4                           | 0.3           |
| Niacină (mg)               | 0.4        | 0.3                           | 0.7           |
| Vitamina B6 (mg)           | 0.0        | 0.1                           | 0.1           |
| Folat (mcg)                | 12         | 12                            | 2             |
| Vitamina B12 (mcg)         | 0.1        | 1.1                           | 0.2           |
| Acid pantotenic (mg)       | 0.5        | 0.9                           | 0.8           |
| Colină (mg)                | 39.4       | 34.9                          | 39.0          |
| Calciu (mg)                | 79         | 276                           | 327           |
| Fier (mg)                  | 0.07       | 0.07                          | 0.12          |
| Magneziu (mg)              | 7.4        | 24.4                          | 34.2          |
| Fosfor (mg)                | 34.4       | 222                           | 271           |
| Potasiu (mg)               | 125        | 349                           | 498           |
| Sodiu (mg)                 | 42         | 98                            | 122           |
| Zinc (mg)                  | 0.4        | 1.0                           | 0.7           |
| Cupru (mg)                 | 0.1        | 0.0                           | 0.1           |
| Mangan (mg)                | 0.1        | 0.0                           | 0.0           |
| Seleniu (mcg)              | 4.4        | 9.0                           | 3.4           |

Notă: Laptele este în general îmbogățit cu vitamina D în SUA și Canada. Laptele neîmbogățit conține doar 2 UI per 3,5 oz.

## Efectele medicamentelor și ale altor substanțe asupra conținutului de lapte
Aproape toate medicamentele, sau drogurile, trec în laptele matern în cantități mici printr-un gradient de concentrație. Cantitatea de medicament legată de proteinele plasmatice materne, dimensiunea moleculei de medicament, pH-ul și/sau pKa medicamentului și lipofilia⁠(d) medicamentului determină dacă și cât de mult din medicament va trece în laptele matern. Medicamentele care sunt în cea mai mare parte nelegate de proteine, cu greutate moleculară mică și foarte solubile în lipide sunt mai susceptibile de a intra în laptele matern în cantități mai mari. Unele medicamente nu au niciun efect asupra copilului și pot fi utilizate în timpul alăptării, în timp ce alte medicamente pot fi periculoase și dăunătoare sugarului.
Unele medicamente considerate în general sigure pentru utilizarea de către o mamă care alăptează, la sfatul medicului sau al farmacistului, includ analgezice simple sau analgezice precum paracetamol/acetaminofen, antihipertensive precum Inhibitori ACE enalapril și captopril, antidepresive din clasele SSRI și SNRI și medicamente pentru reflux gastroesofagian precum omeprazol și ranitidină.
În schimb, există medicamente despre care se știe că sunt toxice pentru copil și, prin urmare, nu ar trebui utilizate în cazul mamelor care alăptează, cum ar fi agenți chimioterapeutici care sunt citotoxici precum ciclosporină, imunosupresoare precum metotrexat, amiodaronă, sau litiu.
În plus, abuzul de droguri, cum ar fi cocaina, amfetaminele, heroina și marijuana provoacă efecte adverse asupra sugarului în timpul alăptării. Efectele adverse includ convulsii, tremurături, neliniște și diaree.
Pentru a reduce expunerea sugarului la medicamentele utilizate de mamă, utilizați terapia topică sau evitați administrarea medicamentului în timpul alăptării, atunci când este posibil.
Produsele hormonale și contraceptivele orale combinate trebuie evitate în timpul perioadei postpartum timpurii, deoarece pot interfera cu lactația.
Există unele medicamente care pot stimula producția de lapte matern. Aceste medicamente pot fi benefice în cazurile în care femeile cu hipotiroidism pot fi incapabile să producă lapte. O revizuire Cochrane a analizat medicamentul domperidonă (10 mg de trei ori pe zi), rezultatele indicând o creștere semnificativă a volumului de lapte produs pe o perioadă de una până la două săptămâni. Cu toate acestea, o altă analiză a concluzionat că există puține dovezi că utilizarea domperidonei și a metoclopramidei pentru a crește producția de lapte funcționează. În schimb, abordările non-farmacologice, cum ar fi sprijinul și alăptarea mai frecventă, pot fi mai eficiente.
În sfârșit, există și alte substanțe în afară de medicamente care pot apărea în laptele matern. Consumul de alcool în timpul sarcinii implică un risc semnificativ de malformații congenitale grave, dar consumul de alcool după nașterea copilului este considerat sigur. Consumul ridicat de cafeină de către mamele care alăptează poate face ca bebelușii lor să devină iritabili sau să aibă probleme de somn. O metaanaliză a arătat că mamele care alăptează și care fumează își expun sugarii la nicotină, care poate provoca boli respiratorii, inclusiv otită la sugarul care alăptează.

## Piața
Există o piață comercială pentru laptele matern uman, atât sub forma unui serviciu de alăptat, cât și ca produs lactat.
Ca produs, laptele matern este comercializat de bănci de lapte uman, precum și direct între donatoare și clienți, prin intermediul site-urilor de internet. Băncile de lapte uman dispun, în general, de măsuri standardizate pentru depistarea donatoarelor și stocarea laptelui, oferind uneori chiar și pasteurizare, în timp ce donatoarele de lapte de pe site-urile internet variază în ceea ce privește aceste măsuri. Un studiu din 2013 a ajuns la concluzia că 74% din probele de lapte matern de la furnizori găsite pe site-uri web erau colonizate cu bacterii gram-negative sau aveau mai mult de 10.000 de unități formatoare de colonii/mL de bacterii aerobe. Creșterea bacteriilor are loc în timpul tranzitului. Conform FDA, bacteriile rele din alimente la temperatura camerei se pot dubla la fiecare 20 de minute.
Laptele uman este considerat a fi mai sănătos decât laptele de vacă și formula pentru sugari atunci când vine vorba de hrănirea unui copil în primele șase luni de viață, dar numai în situații extreme, organizațiile internaționale de sănătate susțin hrănirea unui copil cu lapte matern de la o bonă sănătoasă, mai degrabă decât cel al mamei sale biologice. Unul dintre motive este că piața nereglementată a laptelui matern este plină de riscuri, cum ar fi prezența abuzului de droguri și a medicamentelor eliberate pe bază de rețetă în laptele matern donat. Transmiterea acestor substanțe prin laptele matern poate face mai mult rău decât bine atunci când vine vorba de rezultatele de sănătate ale sugarului beneficiar.

### Fraudă
În Statele Unite, piața online a laptelui matern este în mare parte nereglementată, iar prețul ridicat a încurajat frauda alimentară. Laptele matern uman poate fi diluat cu alte lichide pentru a crește volumul, inclusiv lapte de vacă, lapte de soia și apă, subminând astfel beneficiile sale pentru sănătate. 
Un articol CBS din 2015 citează un editorial condus de Dr. Sarah Steele în Journal of the Royal Society of Medicine⁠(d), în care se afirmă că „afirmațiile privind sănătatea nu rezistă clinic și că lapte uman crud achiziționat online prezintă multe riscuri pentru sănătate”. CBS a găsit un studiu al Centrului pentru Sănătate Biocomportamentală de la Nationwide Children's Hospital⁠(d) din Columbus care „a constatat că 11 din 102 mostre de lapte matern cumpărate online erau de fapt amestecate cu lapte de vacă”. Articolul explică, de asemenea, că laptele cumpărat online poate fi igienizat sau depozitat necorespunzător, astfel încât poate conține boli de origine alimentară și boli infecțioase precum hepatită și HIV.

## Consumul de către adulți

### Restaurante și rețete
O minoritate de persoane, inclusiv restauratorii Hans Lochen din Elveția și Daniel Angerer din Austria, care operează un restaurant în New York City, au folosit laptele matern uman, sau cel puțin au susținut utilizarea acestuia, ca înlocuitor al laptelui de vacă în produse lactate și rețete alimentare. În februarie 2011, un cofetar din Covent Garden din Londra a început să vândă o înghețată numită Baby Gaga. Fiecare porție a costat 14 lire sterline. Tot laptele a fost donat de o doamnă Hiley care a câștigat 15 lire sterline pentru fiecare 10 uncii și a numit-o „o mare lovitură de recesiune”. Înghețata s-a vândut în prima zi. În ciuda succesului noii arome, ofițerii Consiliului Westminster au scos produsul din meniu pentru a se asigura că este, după cum au spus, „potrivit pentru consumul uman”. Tammy Frissell-Deppe, consilier familial specializat în parenting prin atașament⁠(d), a publicat o carte intitulată A Breastfeeding Mother's Secret Recipes, care conține o lungă compilație de rețete detaliate de alimente și băuturi care conțin lapte matern uman. Laptele matern uman nu este produs sau distribuit industrial sau comercial, deoarece utilizarea laptelui matern uman ca aliment pentru adulți este considerată neobișnuită pentru majoritatea culturilor din întreaga lume, iar majoritatea dezaprobă o astfel de practică.
În Costa Rica, au fost efectuate teste pentru a produce brânză umană și cremă din lapte uman, ca alternativă la înțărcare.

### Culturiști
Deși nu există dovezi științifice care să arate că laptele matern este avantajos pentru adulți, conform mai multor surse de știri din 2015, laptele matern este folosit de culturiști pentru valoarea sa nutritivă. Într-un articol din februarie 2015 ABC News, un fost culturist competitiv a declarat: „Nu este ceva obișnuit, dar am cunoscut oameni care au făcut asta. Cu siguranță se vorbește destul de mult despre asta pe forumurile de culturism de pe internet”. Numind culturistii „o rasă ciudată de indivizi”, el a spus: „Chiar dacă acest tip de lucru este complet nesusținut de cercetări, ei sunt predispuși la obiceiurile din sală și dispuși să încerce dacă există vreun efect potențial.” În momentul în care a fost scris articolul, în S.U.A., prețul laptelui matern procurat de la băncile de lapte care pasteurizează laptele și care efectuează controale de calitate și de siguranță costisitoare era de aproximativ 0,34 $/ml, iar prețul pe piața alternativă online, cumpărat direct de la mame, varia între 0,03 - 0,14 $/ml, în comparație cu laptele de vacă, care costă aproximativ $3,44 per US gallon ($0,0269/US fl oz; $0,0009/ml).

### Lactație erotică
În scopuri sexuale, unele cupluri au decis să inducă lactația în afara unei sarcini printr-o practică numită „Lactație erotică”.

## Contaminarea laptelui matern
Laptele matern este adesea folosit ca bioindicator de mediu, având în vedere capacitatea sa de a acumula anumite substanțe chimice, inclusiv pesticide organoclorurate. Cercetările au arătat că anumiți contaminanți organici precum PCB, pesticide organoclorurate, PCDD, PBDE și DDT pot contamina laptele matern. Conform cercetărilor efectuate în 2002, nivelurile de pesticide organoclorurate, PCB și dioxine au scăzut în laptele matern în țările în care aceste substanțe chimice au fost interzise sau altfel reglementate, în timp ce nivelurile de PBDE sunt în creștere.

### Contaminarea cu pesticide în laptele matern
Pesticidele și alte substanțe toxice se bioacumulează; cu alte cuvinte, creaturile aflate mai sus în lanțul trofic vor stoca mai multe dintre acestea în grăsimea corporală. Aceasta este o problemă în special pentru inuiți, a căror dietă tradițională este predominant carne. Studiile analizează efectele bifenililor policlorurați și poluanților organici persistenți în organism; laptele matern al mamelor inuite are un conținut extraordinar de ridicat de compuși toxici.
CDC a pus la dispoziția mamelor care alăptează câteva resurse de referință pentru utilizarea în siguranță a medicamentelor, inclusiv LactMed, Mother to Baby și The InfantRisk Center.

### Efectele de contaminare ale pesticidelor organoclorurate asupra sugarilor
Atunci când o mamă este expusă la pesticide organoclorurate (OCP), copilul ei poate fi expus la aceste OCP-uri prin consumul de lapte matern. Acest rezultat este susținut de un studiu efectuat în India, care a arătat că în fiecare perioadă de lactație există o pierdere de OCP din corpul mamei implicate în alăptarea copiilor lor. A fost efectuat un studiu longitudinal pentru a evalua reziduurile de pesticide din probele de lapte matern uman și pentru a evalua riscul expunerii sugarilor la aceste pesticide prin consumul de lapte matern în Etiopia. Aportul zilnic estimat (EDI) al sugarilor în studiul de față a fost mai mare decât aportul zilnic tolerabil provizoriu (PTDI) în timpul primei luni de alăptare, ceea ce indică faptul că există un risc pentru sănătatea sugarilor care consumă lapte matern într-un stadiu incipient al alăptării în zonele de studiu. Pe baza acestor studii, expunerea femeilor în timpul sarcinii la aceste OCP-uri poate duce la diverse probleme de sănătate pentru făt, cum ar fi greutatea mică la naștere, perturbarea hormonului tiroidian și întârzierea neurodezvoltării.